# BP Rania
Blackswan (кор. 블랙스완, стилизуется BLACKSWAN) — южнокорейская женская группа, созданная под руководством DR Music, ранее известная как RANIA (кор. 라니아) и BP RANIA (кор. BP 라니아), которая дебютировала 16 октября 2020 года со студийным альбомом Goodbye Rania. Группа состоит четырёх участниц: Фату, Энви, Габи и Шрии. Хеми, покинула группу 10 ноября 2020 года. Позже группу покинули и Лейя, Джуди, Енхын, вместо них добавили новых участниц - Энви, Габи, Шрию.

## Карьера

### 2010: Предебют
Первоначально дебют новый группы был назначен на середину 2010 года и должен был ознаменовать начало третьего поколения, после Baby V.O.X (южнокорейская группа, активная с 1997 по 2006, выпущенная тем же лейблом, что и RaNia). Их компания, DR Music, решила дать группе имя RaNia и выпустить её в составе 8-ми человек: Ина (ранее известная как Сэм), Джуи (ранее известная как Люси), Рико, Джой, Ди, Тиэ, Сиа и Сара Ван. Однако Тиэ, Рико и Ина были выбраны для участия в фильме «Hype Nation» вместе с бывшим участником/лидером группы 2PM — Джей Паком. В связи с этим компания решила отложить дебют группы. Но в начале 2011 года одна из участниц — Сара Ван — решила покинуть группу. На её место претендовали китаянка Иджо, тайка корейского происхождения — Дата (Сон Даын) и канадка корейского происхождения — Минхи (Мун Минхи). Однако Минхи не смогла продолжить из-за несогласия родителей в виду её возраста (на тот момент ей было всего 15 лет), а Дата — из-за тоски по семье, проживающей в Таиланде. В итоге, место Сары досталось Иджо.

### 2011-12: Дебют с Dr. Feel Good и изменения в составе
Изначально, было объявлено, что группа дебютирует одновременно в Корее и Америке, работая совместно с продюсером Тедди Райли. Он написал им две песни: «DR Feel Good» и «Masquerade», первоначально предназначавшиеся Lady GaGa. RaNia заключила контракт с новым агентством Тедди Райли в целях продвижения в Америке, в которой он сотрудничал с Sony Music и Universal Music. Наряду с этим, RaNia сотрудничала с хореографом Lady Gaga — Ричардом Джексоном.
Группа дебютировала 6 апреля 2011 года с мини альбомом «Teddy Riley, The First Expansion In Asia» в составе 8-ми человек. Однако сразу же после дебюта Иджо покинула группу и не участвовала в дальнейшем промоушене. Выступление с заглавной песней «DR Feel Good» состоялось 7 апреля на музыкальной программе канала M.Net «M Countdown».
Музыкальное видео и выступления вызвали спор среди корейцев, посчитавших такой концепт слишком провокационным, что вынудило группу внести некоторые изменения в хореографию и костюмы. После завершения промоушена с песней «DR Feel Good», группа вернулась на сцену в июне с первым цифровым синглом «Masquerade» (спродюсированным также Райли). Несмотря на запланированный дебют в США, группа не добилась успеха.
Сразу же после этого Райли объявил о прекращении сотрудничества с группой из-за возникших несогласий со звукозаписывающим лейблом, выпустив заявление: «Я желаю группе всего наилучшего. Если мне что и не нравится, так это точно не девушки. Я люблю RaNia, им было бы гораздо лучше, будь они со мной в SM Entertainment. Менеджер группы — авантюрист, он использовал меня. Я люблю группу, но не то, чем занимается их компания. Именно поэтому им не удается достичь успеха. Компания не планирует свои действия наперед. Они использовали моё имя везде, где только можно, а потом хлопнули передо мной дверью. Это нормально, если они [группа] пожалеют (о том, что находятся в таком агентстве). Если они покинут агентство, я сразу же приму их. Пожалуйста, сначала хорошо разберитесь в том, что происходит, прежде чем критиковать меня. Критикуйте их агентство. Такой огромный талант будет потерян, если они [девушки] не получат лучшей поддержки.»
Группа выпустила второй мини-альбом под названием «Time to Rock Da Show» 16 ноября 2011 года. Музыкальное видео на заглавную песню «Pop Pop Pop», написанную Brave Brothers, было выпущено четырьмя днями позднее. Внезапно, Джой приостановила свою деятельность, что, по заявлению DR Music, было по причине повреждения дома её родителей во время наводнения, которое произошло в Таиланде. Позднее, Джой покинула группу в июне 2012 года. В Твиттере девушка писала: «Обращаясь ко всем Вам, прошу прощения за то, что я подводила Вас столько раз, но, размышляя над этим последние месяцы, я поняла, что я не смогу вернуться на своё место. […] Я не вернусь. Благодарю Вас за всю Вашу любовь и надежду, спасибо большое, и мне очень жаль, что я [разочаровываю фанатов] … С этого момента… Думаю, я не вернусь в сферу развлечений, и не смогу вернуться в качестве певицы из-за своей болезни… И у меня не хватит уверенности, чтобы вернуться к этому. Мне очень жаль, что я заставила всех ждать меня, … что я вызвала сомнение в Вас. Спасибо за все подарки, доброту и любовь, которые Вы мне подарили. Спасибо.»
30 мая 2012 года RaNia выступили на Dream Concert с новой песней «Killer». Они вернулись на сцену 16 сентября с третьим цифровым синглом «Style», музыкально видео на который было выпущено 20 сентября. Джуи не приняла участие в этом возвращении, хотя DR Music заявили, что она всё ещё является участницей группы.

### 2013-14: Just Go, отложенный дебют в США и изменения в составе
8 марта 2013 года RaNia выпустили заглавную песню «Just Go» вместе с мини-альбомом, который носил то же название (второе название — «Goodbye’s The New Hello»). Группа также объявила о том, что их американский дебют состоится летом 2013 года. Empire Records отвечали за дистрибуцию группы, в то время как Fireworks управляли американским менеджментом. Ларри Рудольф и Адам Лебер, одни из менеджеров Бритни Спирс, стали менеджерами группы на время продвижения в США. Начиная с 21 мая, RaNia начали снимать реалити-шоу под названием «Road to Fame» («Путь к славе») для канала MTV, съёмки проходили в Лос-Анджелеса и других городах США. Шоу должно было описывать подготовку группы к их американскому дебюту и транслироваться в течение трёх месяцев. Также выяснилось, что альбом должен был включать в себя песни с участием Snoop Dogg и 2 Chainz. Однако, в июне дебют группы в США был снова отложен. Вместо этого, группа начала снимать рекламу для Woongjin Waterpark Play⁰C и 5 июля выпустила для фанатов специальный цифровой сингл «Up».
В мае 2014 года группа подписала контракт с испанским лейблом INGENIOmedia и подтвердила возвращение на сцену в июле с «Acceleration», а также с дополнительным промоушеном в сентябре. Агентство также подтвердило, что были проведены поиски новой участницы группы на замену Рико, которая покинула группу после промоушена с «Just Go». После инцидента, участником которого стал работник INGENIOmedia, сливший новую песню группы фанату, компания разорвала связи с группой, обосновав это долгим ожиданием. INGENIOmedia позднее выпустили заявление, в котором отрицали поиск новой участницы группы, извиняясь за вызванный сумбур, и также заявили, что любые новости об изменения в составе будут исходить только от лейбла группы.
В конце 2014 года Ина перестала посещать мероприятия и удалила все свои страницы в социальных сетях. Вследствие чего фанаты пришли к выводу, что девушка покинула группу, однако DR Music не выпустили каких-либо официальных заявлений, проясняющих ситуацию. Также, в тот же день, когда было выпущено заявление об уходе Ины из группы, DR Music объявили об уходе Рико, которая всё это время не была активна в группе: «После завершения промоушена с синглом „Style“, Рико сообщила нам, что она собирается сдавать вступительные экзамены в университет, она также просила трёхгодовой перерыв, чтобы завершить учёбу в университете, и как только она выпустится, она вернётся в группу. Но проблема возникла вновь в этом году, когда она попрекала предметы в университете, она уведомила нас об этом и просила ещё один год перерыва, что было невозможным для нас, потому как несмотря на то, участвует она в промоушенах или нет, мы, как компания, должны были продолжать выплачивать ей полноценную зарплату. Ввиду несправедливости в отношении нас и других участниц группы, и из-за невозможности более откладывать возвращение в состав, Рико решила покинуть группу и агентство».
DR Music позднее добавили в состав группы новую участницу — Шэрон Пак, которая до этого была моделью.

### 2015-16: Изменения в составе и возвращение с Demonstrate
В январе 2015 года Джуи перестала принимать участие в выступлениях группы, на что DR Music заявили, что девушка временно приостановила деятельность. В апреле 2015 года Шэрон Пак покинула группу, чтобы сфокусироваться на модельной карьере.
В июле 2015 года RaNia показали себя с двумя новыми участницами — Чжию и Хеми. В октябре 2015 года группа объявила о возвращении на сцену в составе шести человек 6 ноября с пятым мини-альбомом «Demonstrate». 3 ноября Чжию и Хеми были представлены в качестве новых участниц, и также было подтверждено, что в новом альбоме «Demonstrate» приняла участие американская рэперша — Александра Райд, и, возможно, она стала новой участницей группы. 4 ноября DR Music подтвердили слухи о том, что Александра Райд вошла в состав группы, и также подтвердили уход Ины и Джуи. Алекс — первая афро-американка, ставшая участницей корейской женской группы.
DR Music выпустили обращение для фанатов, принявших участие в проекте Makestar, информируя их о том, что возвращение группы было назначено на август 2016 года, и что, также, идёт работа над подгруппой, в которую вошли Хеми и Алекс. 13 июля 2016 года Makestar объявили, что ввиду нескольких безуспешных попыток связаться с DR Music для уточнения информации касательно прогресса в подготовке к возвращению группы и «безответственного поведения со стороны создателя проекта RaNia, а также ввиду нашего нежелания игнорировать несправедливость по отношению к участникам проекта», проект будет аннулирован, и все деньги будут возвращены фанатам.
26 мая было сообщено, что три последние первоначальные участницы группы — Ди, Тиэ и Сиа — отправились в свободное плавание, разойдясь с DR Music после пяти лет совместной работы. Позже они подписали контракты с новым агентством — ENTER HAMA, сформировали группу «ELA8TE».
26 июня RaNia выступили в Китае на мероприятии вместе с тремя стажерами DR Music — Джихён, Джиын (бывшая участница LPG) и Кристал. 15 августа 2016 года Алекс объявила, что она заняла позицию лидера в группе.
25 октября RaNia выступили с двумя стажерами DR Music на Сеульском международном кино-фестивале ICARUS Drone. Двумя днями позднее DR Music объявили, что из семи стажёров компании они выберут новых участниц группы.

### 2017—2019: Переформирование в BP Rania и изменение в составе
23 декабря DR Music выпустили тизер-фото для «Black Pearl», намекая на скорое возвращение группы в составе семи человек.
24 декабря были выпущены тизер-фото Хеми и новой участницы — Чжиын. 25 декабря были выпущены тизер-фото Чжию (ранее известной как Сыльчжи) и новой участницы — Юмин. 26 декабря DR Music выпустили тизер-фото Алекс и новой китайской участницы — Ттабо. Было также сообщено, что бывшая участница группы — Ина — вернулась в группу после двух лет отсутствия. 27 декабря DR Music выпустили последнее тизер-фото с Иной, подтверждающее её возвращение в группу. 28 декабря RaNia выпустили тизер музыкального видео для возвращения в качестве «BP RaNia» с заглавной песней «Start a Fire». DR Music подтвердили изменение названия группы на BP (Black Pearl RaNia). «Start a Fire» была выпущена 30 декабря вместе с мини-альбомом, носящим то же название.
DR Music сообщили, что через испанскую компанию INGENIOmedia, песня будет доступна в более чем 60 странах по всему миру.
10 февраля 2017 года агентство группы — DR Music — объявило, что с 14 февраля этого же года начнётся промоушен со второй песней из 6-го мини-альбома — Make Me Ah. Это возвращение является первым за долгое время без изменений в составе, а также первым, в котором Алекс участвует в полной мере.
27 февраля 2017 года агентство группы заявило о том, что перед ними возникла возможность предоставить Александре прекрасную возможность, касательно её личного продвижения, в виде съёмок в американском фильме. Это привело к тому, что половину промоушена группа провела в составе 6-ти человек.
С февраля по май группа активно продвигалась с песней Make Me Ah в составе без Алекс, однако с начала мая Ина перестала участвовать в промоушене. Это повлекло за собой слухи о её уходе, которые оправдались 8 июня 2017 года, когда компания заявила о решении Ины сосредоточиться на актёрской карьере и покинуть группу.
В августе стало известно, что Александра покинула группу.

### 2020–настоящее время: Переименование в BLACKSWAN, новые участницы, дебют сGoodbye Rania, перерыв иClose to Me
25 января 2020 года Намфон покинула группу.
26 июня Хеми из RaNia объявила через соцсети своей группы, что она осталась единственной участницей, поэтому было бы странно выпускать альбом под названием RaNia, утверждая, что из-за этого группа начнет новую жизнь под названием BS (Чёрный лебедь) и что вскоре они выпустят новый альбом с новыми участницами.
1 июля Ёнхын опубликовала в своем Instagram письмо, в котором поблагодарила фанатов за их постоянную поддержку и хорошие новости. Она рассказала, что собирается стать частью B.S. вместе с Хеми и несколькими новыми участницами. 3 июля Лиса (Ларисса) разместила письмо, в котором также сообщила, что будет частью группы под сценическим псевдонимом Лея.
7 июля группа была назначена послами Пхёнчхана вместе с K-TIGERS ZERO, чтобы продвигать округ. В новостях также появились две новые участницы
В интервью с корейской новостной программой Channel A News 16 сентября группа рассказала, что изначально их дебют был запланирован на начало 2020 года, но его отложили из-за пандемии COVID-19 и связанных с ней осложнений. 25 сентября издание Bunja Dongne Times рассказало, что группа дебютирует в октябре, а музыкальный клип уже был снят. 9 октября в Instagram и Twitter группы было объявлено, что их официальный дебют состоится 16 октября с выпуском студийного альбома Goodbye RANIA.
9 ноября издание Dispatch сообщило, что Хеми была обвинена в мошенничестве после того, как якобы она обманула неустановленного офисного работника мужского пола на 50 миллионов вон (45 000 долларов США), которые были предоставлены ей для оплаты аренды, проживания и счетов по кредитной карте. На следующий день DR Music объявили, что подадут встречный иск против человека. Агентство также сообщило, что её эксклюзивный контракт истек 7 ноября, но она по-прежнему будут представлять её на законных основаниях до тех пор, пока проблема не будет решена. В то же время было объявлено, что группа приостановит деятельность на неопределённый срок.
6 марта 2021 года стало известно, что Blackswan начали Серию корейских путешествий в сотрудничестве с Корейским культурным центром Бельгии.
10 мая DR Music объявили о прослушивании для новых участниц.
30 сентября было объявлено, что 14 октября они выпустят свой первый сингловый альбом Close to Me, что станет их долгожданным возвращением после перерыва.

## Состав

### Текущие участницы
- Фату (파투)
- Энви (엔비)
- Габи (가비)
- Шрия (스리야)

### Бывшие участницы
- Иджо (이조) (2011)
- Джой (조이) (2011–2012)
- Рико (리코) (2011–2013)
- Джуйи (주이) (2011–2015)
- Ди (디) (2011–2016)
- T-ae (티애) (2011–2016)
- Сиа (시아) (2011–2016)
- Ина (이나), ранее Сэм (샘) (2011–2014, 2016–2017)
- Шэрон (샤론) (2014–2015)
- Александра (알렉산드라) (2015–2017)
- Юмин (유민) (2016–2018)
- Ттабо (따보) (2016–2018)
- Zi.U (지유), ранее как Сельчжи (슬지) (2015–2019)
- Чжиын (지은) (2015–2019)
- Намфон (남폰) (2018–2020)
- Сынхён (승현) (2019–2020)
- Хеми (혜미) (2015–2020)
- Лейя (레아) (2020-2022)
- Джуди (주디) (2020-2023)
- Енхын (영흔) (2020-2023)

## Дискография

### Как RaNia

#### Студийные альбомы
- Just Go (Goodbye's the New Hello) (2013)

### Как Blackswan

#### Студийные альбомы
- Goodbye Rania (2020)